# Moskau (Rammstein)
Moskau is het zevende nummer op het album Reise, Reise van de Duitse metalband Rammstein. Veel bronnen geven aan dat dit nummer een samenwerking is tussen Rammstein en de Russische zangeres Julia Volkova, bekend van het Russische zangduo t.A.T.u. Deze bewering klopt echter niet, zo geeft het albumboekje bij Reise, Reise aan. De zangeres in kwestie is Viktoria Fersh, een onbekende zangeres, die een stem heeft die veel overeenkomsten heeft met de stem van Julia Volkova.
Het nummer gaat over Moskou, de hoofdstad van de Russische Federatie. Het nummer geeft het contrast aan tussen de pracht en praal van Moskou, en de slechte leefomstandigheden van de inwoners. Het nummer is opvallend, door de combinatie van Russische en Duitse teksten.